# Dinamo-Juniors Riga
Dinamo-Juniors Riga je hokejový klub z Rigy, který hraje Běloruskou hokejovou ligu. Klub byl založen roku 2009. Jejich domovským stadionem je Inbox.lv Arena s kapacitou 1500 lidí. Trenérem klubu je Leonīds Beresņevs. Klub patří mezi nováčky v ledním hokeji. Klub je hokejovou farmou týmu Dynamo Riga z KHL. V týmu hrají jen hráči z Lotyšska.

## Úspěchy
- Lotyšská liga ledního hokeje - 2010